# Arthur Sodtke
Arthur Sodtke (* 25. Dezember 1901 in Inowrazlaw; † 14. August 1944 im Zuchthaus Brandenburg) war ein deutscher Widerstandskämpfer gegen den Nationalsozialismus.

## Leben

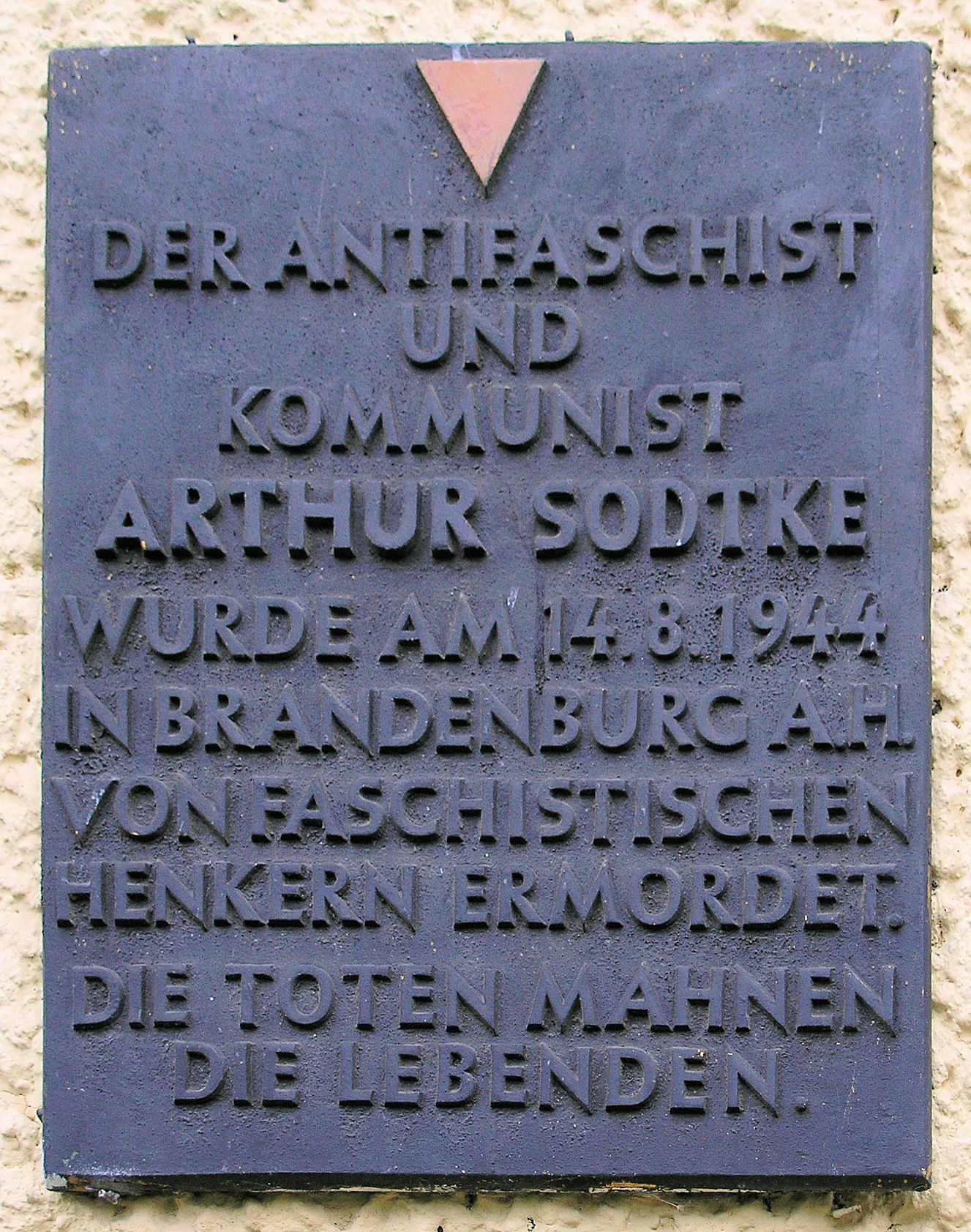
Gedenktafel am Haus Schönhauser Allee 39, in Berlin-Prenzlauer Berg

Arthur Sodtke entstammte einer alten Handwerkerfamilie. Sein Vater Gustav Sodtke war Dachdecker in Inowrazlaw, Provinz Posen, bis er 1904 nach Berlin zog, wo er als Dachdeckermeister arbeitete.
Arthur Sodtke erlernte in Berlin das Schlosserhandwerk. Er lebte im Berliner Stadtteil Prenzlauer Berg. Zwischenzeitlich arbeitete er auch als Heizer und betätigte sich aktiv im Betriebsrat der Berliner Schultheiss-Brauerei. Als Arbeitersportler übte er eine Funktion in der Kampfgemeinschaft für Rote Sporteinheit aus.
Sodtke trat 1929 in die Kommunistische Partei Deutschlands (KPD) ein. Ab 1933 war er aktiv am Kampf gegen die nationalsozialistische Diktatur beteiligt. Nach langer Erwerbslosigkeit erhielt er eine Beschäftigung im Berliner Betrieb der Dürener Metallwerke. 1936 wurde er wegen der Verbreitung antifaschistischer Flugblätter in diesem Betrieb verhaftet, aber bald darauf wieder freigelassen, weil dieselben Flugblätter von seinen Kameraden erneut verteilt wurden. Während des Krieges arbeitete er hier gemeinsam mit Heinrich Preuß und Wilhelm Rietze in der von Robert Uhrig geleiteten Widerstandsgruppe mit, für die er Kontakte zu den Arbeitern von Borsig, Lindner und der Schultheiss-Brauerei herstellte.
Am 4. Februar 1942 wurde er verhaftet und zunächst ins KZ Sachsenhausen eingeliefert. Anschließend kam er ins Gerichtsgefängnis Potsdam. Am 21. Juni 1944 verurteilte ihn der Volksgerichtshof zusammen mit Wilhelm Böse, Johann Pierschke, Walter Strohmann und Hermann Tops zum Tode. Das Urteil wurde im August 1944 im Zuchthaus Brandenburg vollstreckt.

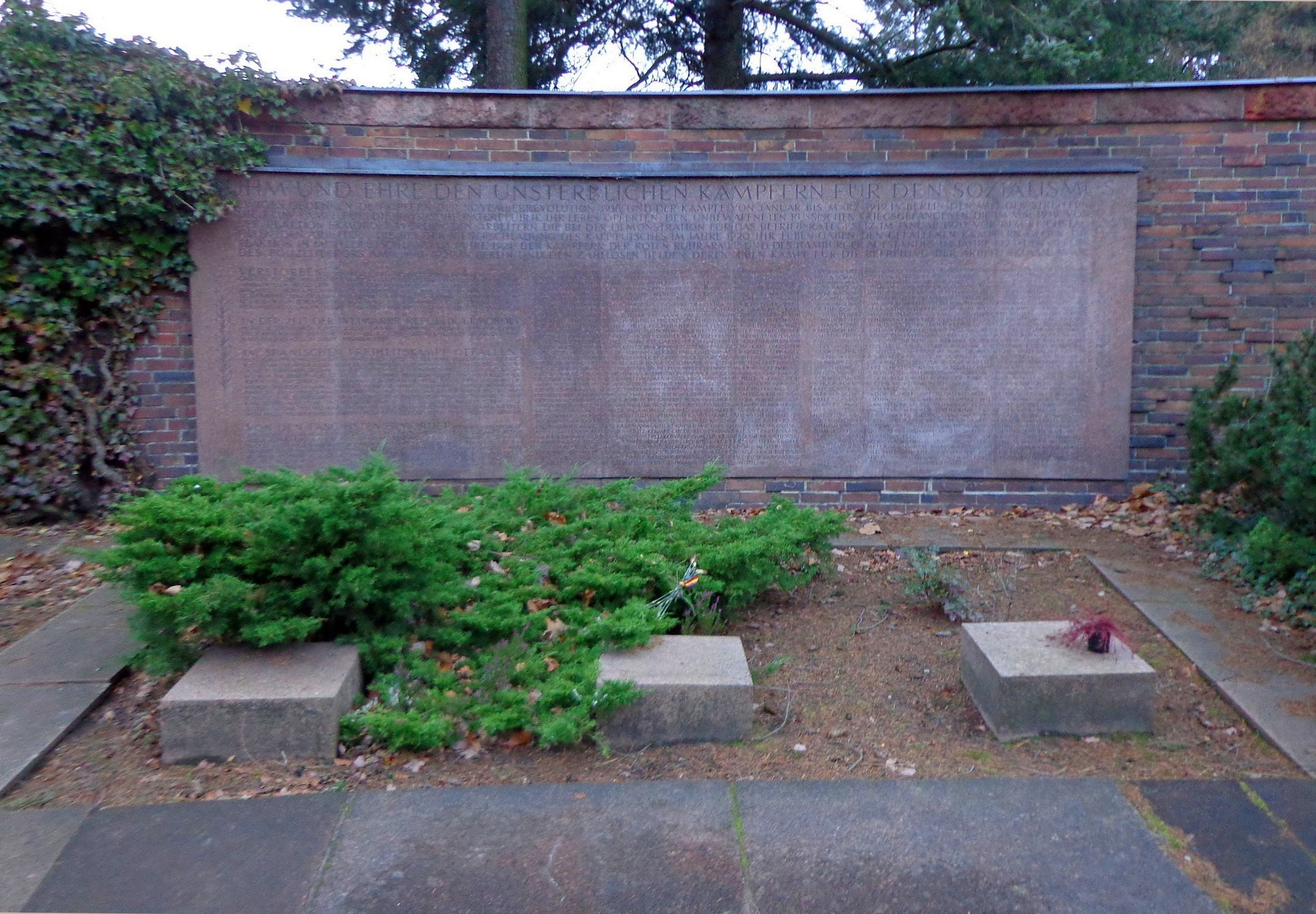
Gedenkstätte der Sozialisten, Porphyr-Gedenktafel an der Ringmauer mit Urnensammelgrab

Nach der Hinrichtung wurde sein Leichnam im Krematorium Brandenburg verbrannt. Im Jahr 1946 wurden zahlreiche Urnen mit der Asche von in der Zeit des Nationalsozialismus hingerichteten Widerstandskämpfern aus den damaligen Berliner Bezirken Lichtenberg, Kreuzberg und Prenzlauer Berg auf den Zentralfriedhof Friedrichsfelde überführt, von denen besonders viele im Zuchthaus Brandenburg-Görden enthauptet worden waren. Ihre sterblichen Überreste fanden schließlich in der 1951 eingeweihten Gedenkstätte der Sozialisten (Urnensammelgrab bei der großen Porphyr-Gedenktafel auf der rechten Seite der Ringmauer) ihren endgültigen Platz. Neben Arthur Sodtke erhielten auf diese Weise auch viele andere Widerstandskämpfer eine würdige Grabstätte und einen Gedenkort.

## Ehrungen

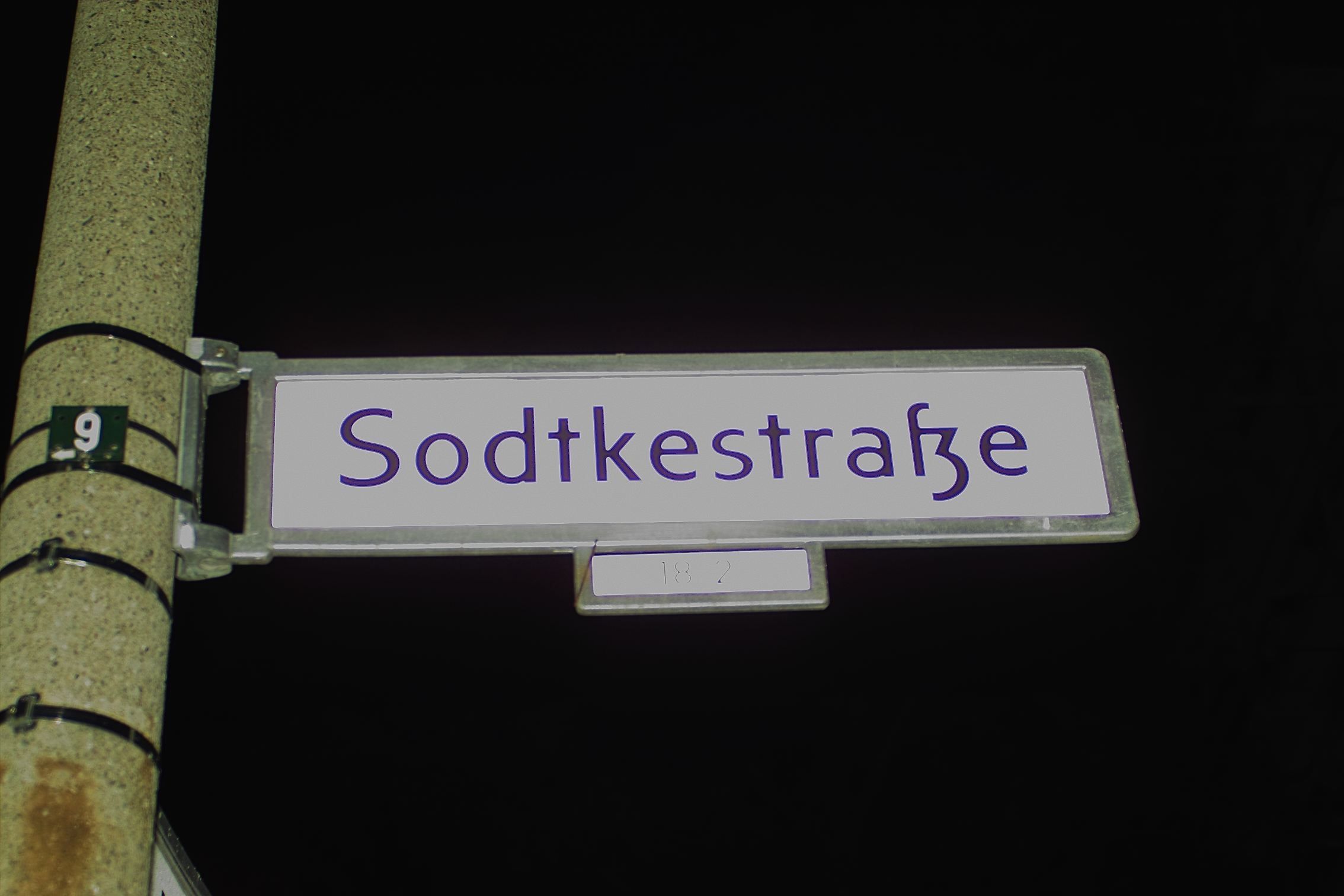
Sodtkestraße Straßenschild

- 1948 wurde eine Straße in Prenzlauer Berg, die zur Wohnstadt Carl Legien gehört, in Sodtkestraße umbenannt.[5]
- In der Schönhauser Allee 39b in Berlin erinnert eine Gedenktafel an diesen Widerstandskämpfer gegen den Nationalsozialismus.